# 張吉午
張吉午，遼東都指揮使司（今遼寧省遼陽市）人，清朝政治人物。
順治年間，擔任巡按陝西甘肅試監察御史。康熙年間，擔任浙江道御史。康熙二年，擔任巡視長蘆等處鹽政監察御史。后升任左僉都御史。康熙二十一年，擔任順天府府尹。康熙二十五年，任通政使司通政使。康熙二十七年，任原官休致。